# 1980 en mathématiques
Cet article présente les faits marquants de l'année 1980 en mathématiques.

## Naissances
- 3 janvier : Corinna Ulcigrai, mathématicienne italienne.
- 3 mai : Karin Schnass, mathématicienne et informaticienne autrichienne.
- 19 novembre : Hannah Markwig, mathématicienne allemande.
- 4 décembre : Harald Grobner, mathématicien autrichien.
- Mohammed Abouzaid, mathématicien maroco-américain.
- Eva Viehmann, mathématicienne allemande.

## Décès

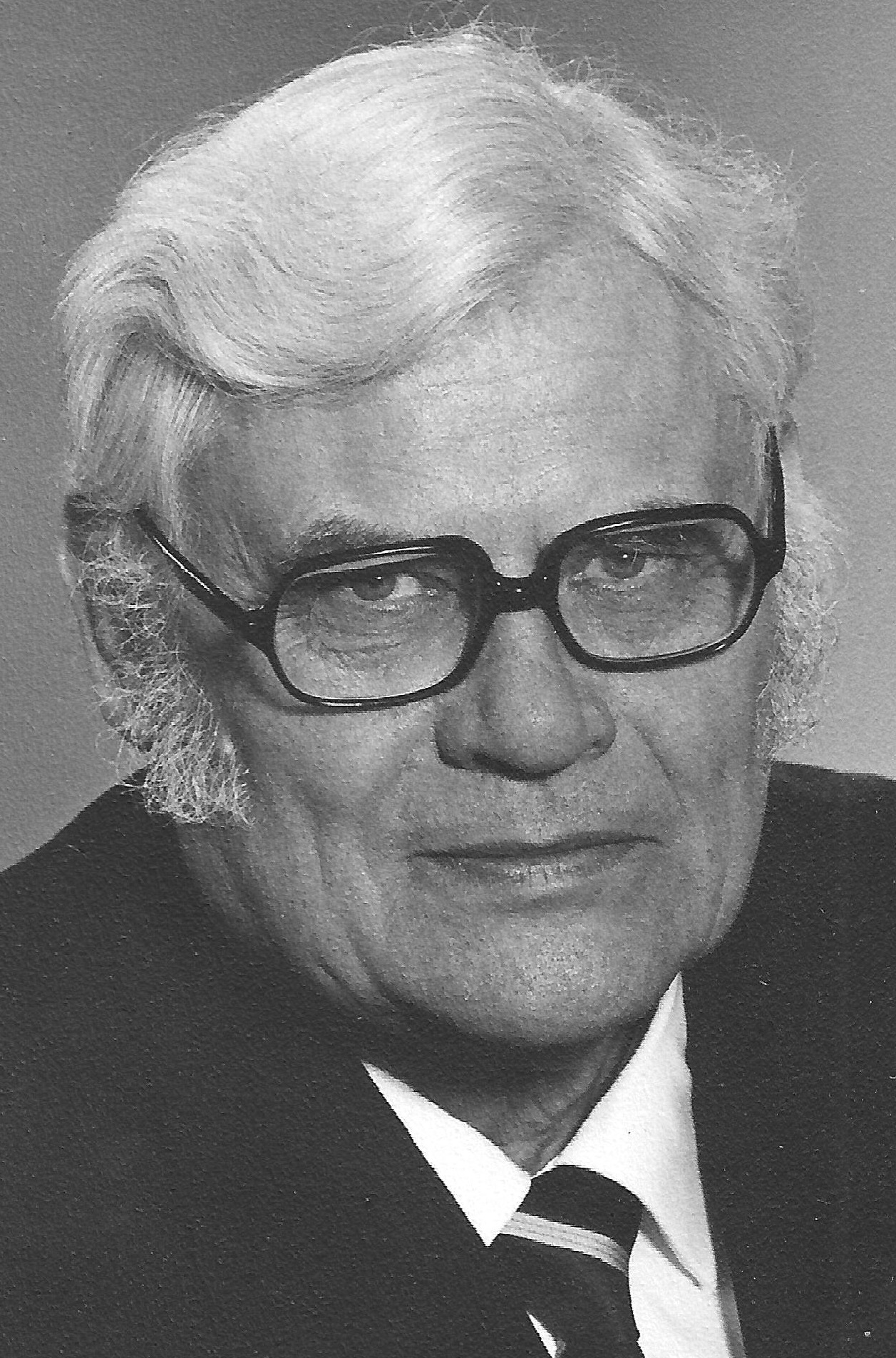
Emanuel Sperner

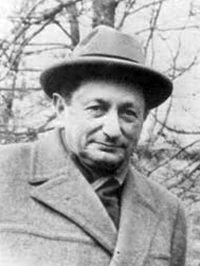
Kazimierz Kuratowski

- 31 janvier : Emanuel Sperner (né en 1905), mathématicien allemand.
- 5 février : Nachman Aronszajn  (né en 1907), mathématicien polono-américain.
- 12 février : Einar Hille (né en 1894), mathématicien américain.
- 16 février : Edward Thomas Copson (né en 1901), mathématicien britannique.
- 18 février : Hans Ferdinand Mayer (né en 1895), mathématicien et physicien allemand.
- 10 mars : Adrien Pouliot (né en 1896), ingénieur et mathématicien canadien (québécois).
- 17 mars : William Prager (né en 1903), ingénieur et mathématicien allemand naturalisé américain.
- 29 mars : William Cochran (né en 1909), statisticien écossais.
- 28 mai : Rolf Nevanlinna (né en 1895), mathématicien finlandais.
- 3 juin : Naum Akhiezer (né en 1901), mathématicien russe.
- 12 juin : Egon Sharpe Pearson (né en 1895), mathématicien et statisticien britannique.
- 18 juin : Kazimierz Kuratowski (né en 1896), mathématicien polonais.
- 9 juillet : Arend Heyting (né en 1898), mathématicien et logicien néerlandais.
- 17 juillet : Boris Delaunay (né en 1890), mathématicien russe.
- 25 juillet : Euphemia Haynes (née en 1890), mathématicienne américaine.
- 20 août : Wolfgang Gröbner (né en 1899), mathématicien autrichien.
- 31 août : Arthur Sard (né en 1909), mathématicien américain.
- 15 octobre : Mikhaïl Lavrentiev (né en 1900), mathématicien et physicien soviétique.
- 19 octobre : Georg Rasch (né en 1901), mathématicien danois.
- 3 novembre : Bronisław Knaster (né en 1893), mathématicien polonais.